# Desesperat
Desesperat (títol original en anglès: Desperate) és una pel·lícula estatunidenca dirigida per Anthony Mann, estrenada el 1947. Ha estat doblada al català.

## Argument
Walt Radak, truà notori, intenta utilitzar un camioner independent, Steve Randall, per transportar pells robades. Però Steve, no volent ser barrejat amb un robatori, alerta un policia de patrulla fent-li llums. Al, el germà de Walt, dispara al policia i el mata. Steve, fugint, provoca la caiguda del jove, cosa que permet a la policia agafar-lo. Ràpidament agafat per Radak, Steve és apallissat abans que el gàngster tingui una idea: vol que Steve reconegui l'homicidi per salvar Al. Per pressionar Randall, no vacil·la a amenaçar de segrestar a la seva futura esposa, Anne, i Steve es veu obligat d'acceptar. Però aconsegueix embolicar els homes de Radak i fuig amb Anne, anant de refugi en refugi. Radak, i també la policia, es llança a la seva persecució, obsedit per la idea de salvar el seu germà, condemnat a mort.

## Repartiment
- Steve Brodie: Steve Randall
- Audrey Long: Anne Randall
- Raymond Burr: Walt Radak
- Douglas Fowley: Pete Lavitch
- William Challee: Reynolds
- Jason Robards Sr.: tinent Louie Ferrari
- Freddie Steele: Shorty Abbott
- Lee Frederick: Joe Daly
- Paul E. Burns: oncle Jan
- Ilka Grüning: tia Clara